# Museo di Riverside
Il Museo di Riverside (Riverside Museum) è l'attuale ubicazione del Museo dei trasporti di Glasgow, a Pointhouse Quay nel quartiere del risanamento di Glasgow Harbour a Glasgow (Scozia). L'edificio aprì nel giugno 2011. Il 18 maggio 2013, fu annunciato che il museo aveva vinto l'edizione 2013 del Premio del museo europeo dell'anno.
Durante il 2015, il museo ebbe 1.131.814 visitatori, rendendolo la quinta attrazione più popolare della Scozia.

## Concezione e progetto

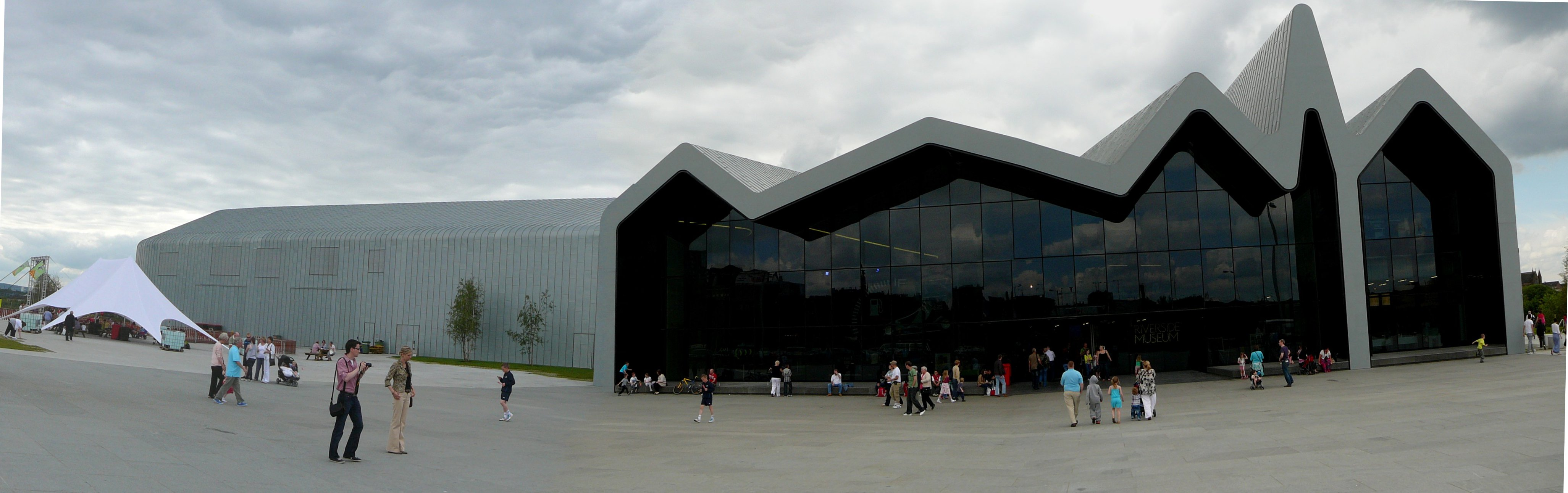
Una veduta panoramica della facciata dell'edificio

L'edificio del Museo di Riverside fu progettato dalla Zaha Hadid Architects e dallo studio di ingegneria Buro Happold. Gli oggetti e le esposizioni interne furono progettati dalla Event Communications. Il museo, costruito appositamente, sostituì la precedente sede per la collezione dei trasporti di Glasgow, nella Kelvin Hall della città, e fu il primo museo ad essere aperto in città dai tempi del Museo di vita e arte religiosa di St Mungo nel 1993. L'ubicazione del museo è sul sito dell'ex Cantiere A. & J. Inglis all'interno di Glasgow Harbour, sulla riva settentrionale del fiume Clyde e adiacente al suo punto di confluenza con il fiume Kelvin. Questo sito consentiva all'SV Glenlee del Fondo marittimo del Clyde e ad altre imbarcazioni in visita di attraccare a fianco del museo.

## Finanziamento
Dei 74 milioni di sterline richiesti per lo sviluppo del Museo di Riverside, il Municipio di Glasgow e l'Heritage Lottery Fund hanno impegnato 69 milioni di sterline. Il Riverside Museum Appeal è un fondo fiduciario caritativo istituito per raccogliere gli ultimi 5 milioni di sterline in sponsorizzazioni e donazioni da società, fondi e individui per lo sviluppo del museo. Il Riverside Museum Appeal Trust è riconosciuto come istituto caritativo in Scozia (Scottish Charity SC 033286).

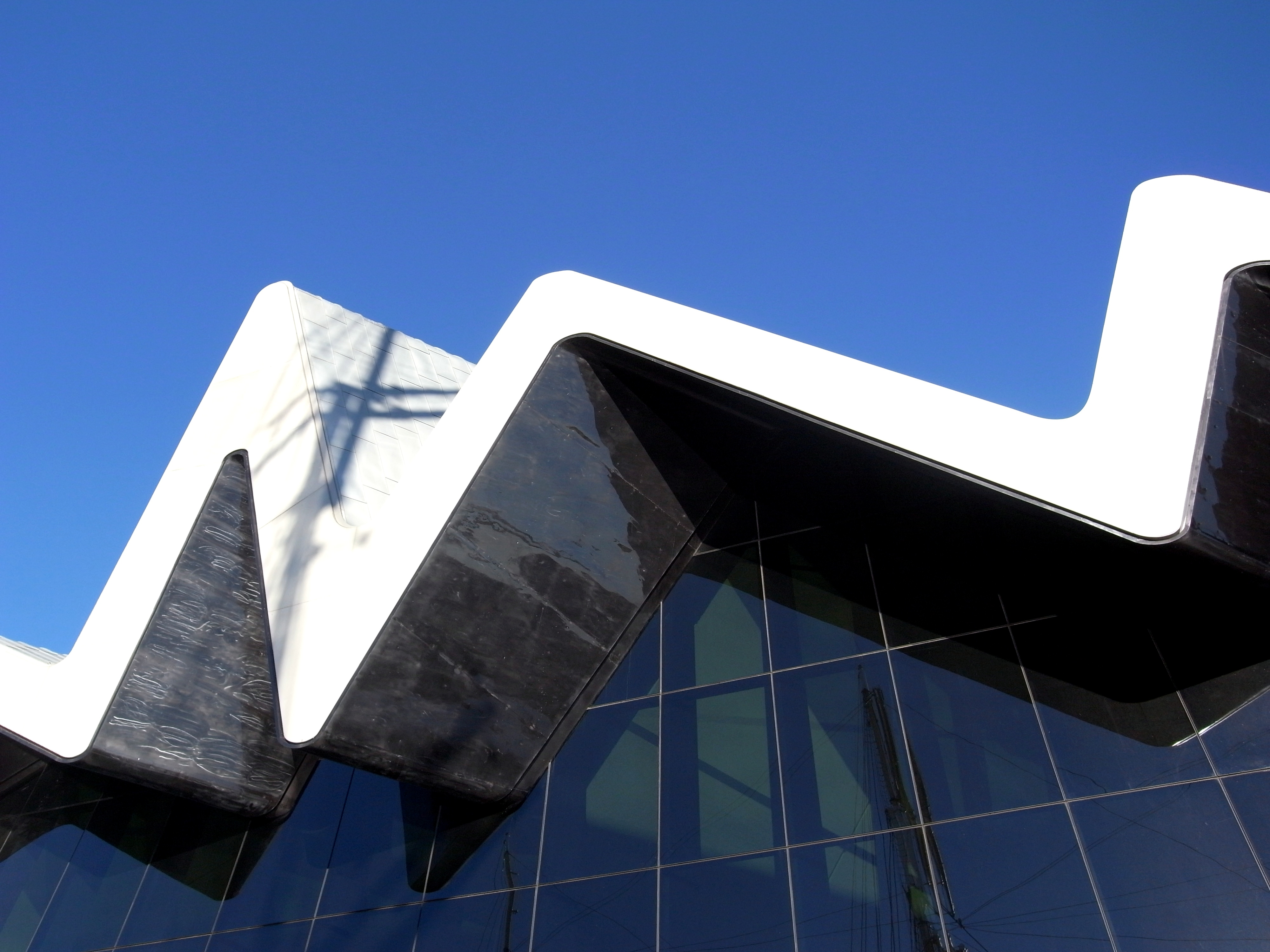
Dettaglio dell'alzata sud

I principali mecenati del progetto includono: BAE Systems Surface Ships, Weir Group, Rolls-Royce plc, FirstGroup, Strathclyde Partnership for Transport, Caledonian MacBrayne, Arnold Clark, Scottish and Southern Energy, Diageo, Bank of Scotland e Optical Express.

## Costruzione
Il 13 novembre 2007 il Lord Prevosto (sindaco) di Glasgow Bob Winter ruppe la prima zolla. Durante l'estate del 2008, furono eseguiti i lavori di fondazione, con massicce trincee sotterranee create per ospitare i servizi per l'edificio di fondazione. Entro la fine di settembre 2008, l'intelaiatura d'acciaio della struttura stava prendendo forma. Durante il 2010 fu collocato il rivestimento dell'edificio e proseguì il lavoro di allestimento interno insieme ai lavori di progettazione dei giardini esterni. L'edificio fu completato strutturalmente alla fine dell'autunno 2010 e continuò il lavoro per preparare il Museo di Riverside per la sua apertura il 21 giugno 2011.
I principali appaltatori per il progetto erano la BAM Construct UK Ltd con una serie di subappaltatori settoriali, incluse le installazioni dei servizi fornite dalla squadra della BBESL di Jordan Kerr, la Gordon Ferguson & Jamie Will e la FES, la gestione del progetto essendo la responsabilità della Capita Symonds e il Buro Happold che fornisce i servizi di ingegneria residenziale.
L'edificio fu completato il 20 giugno 2011 e il giorno successivo aperto al pubblico.

## Collezione

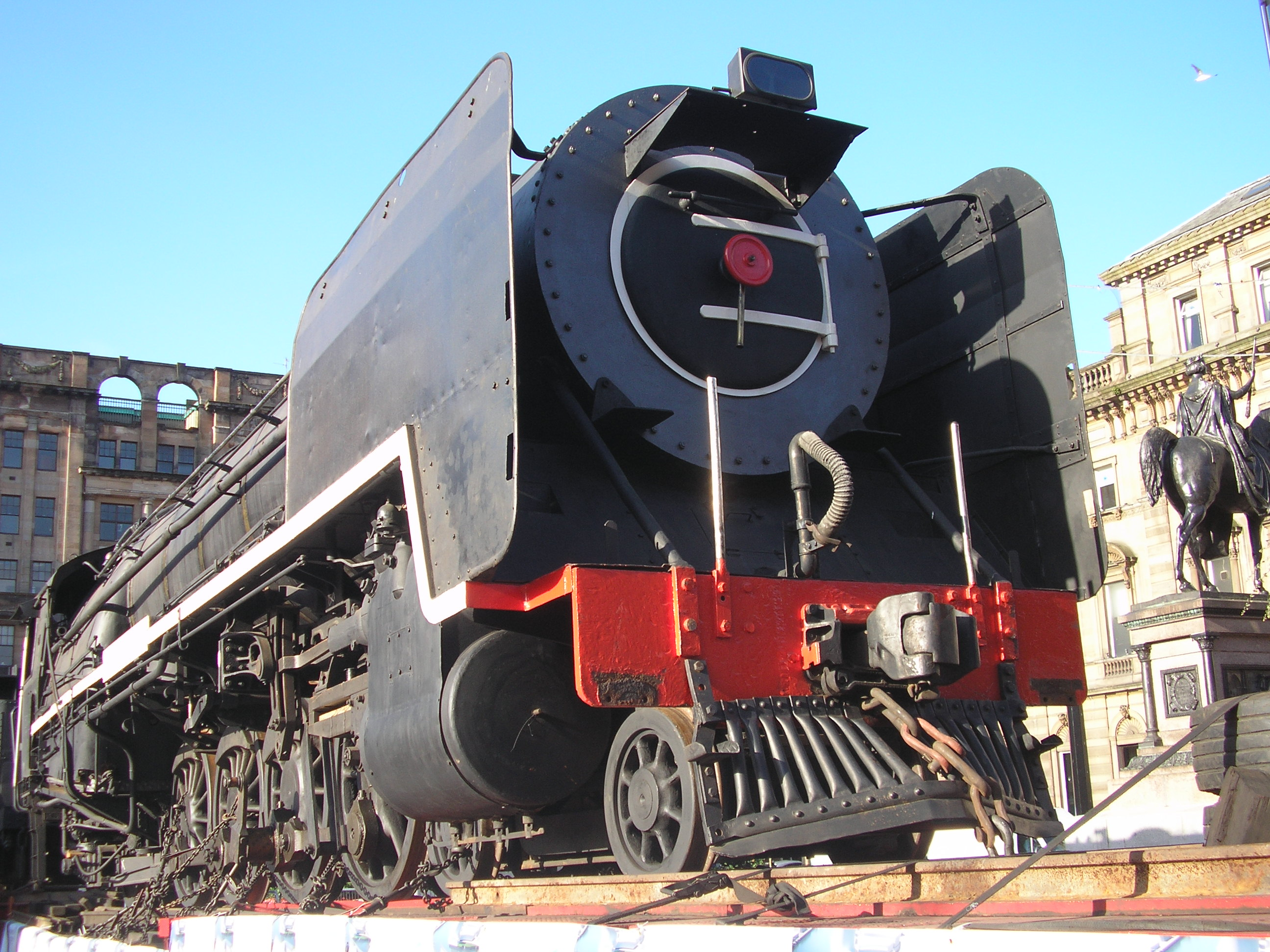
Locomotiva 3007 Class 15F a George Square nel 2007

Oltre ad ospitare molte delle collezioni esistenti del Museo dei trasporti di Glasgow, la città ha acquistato ulteriori oggetti per aumentare l'esperienza:

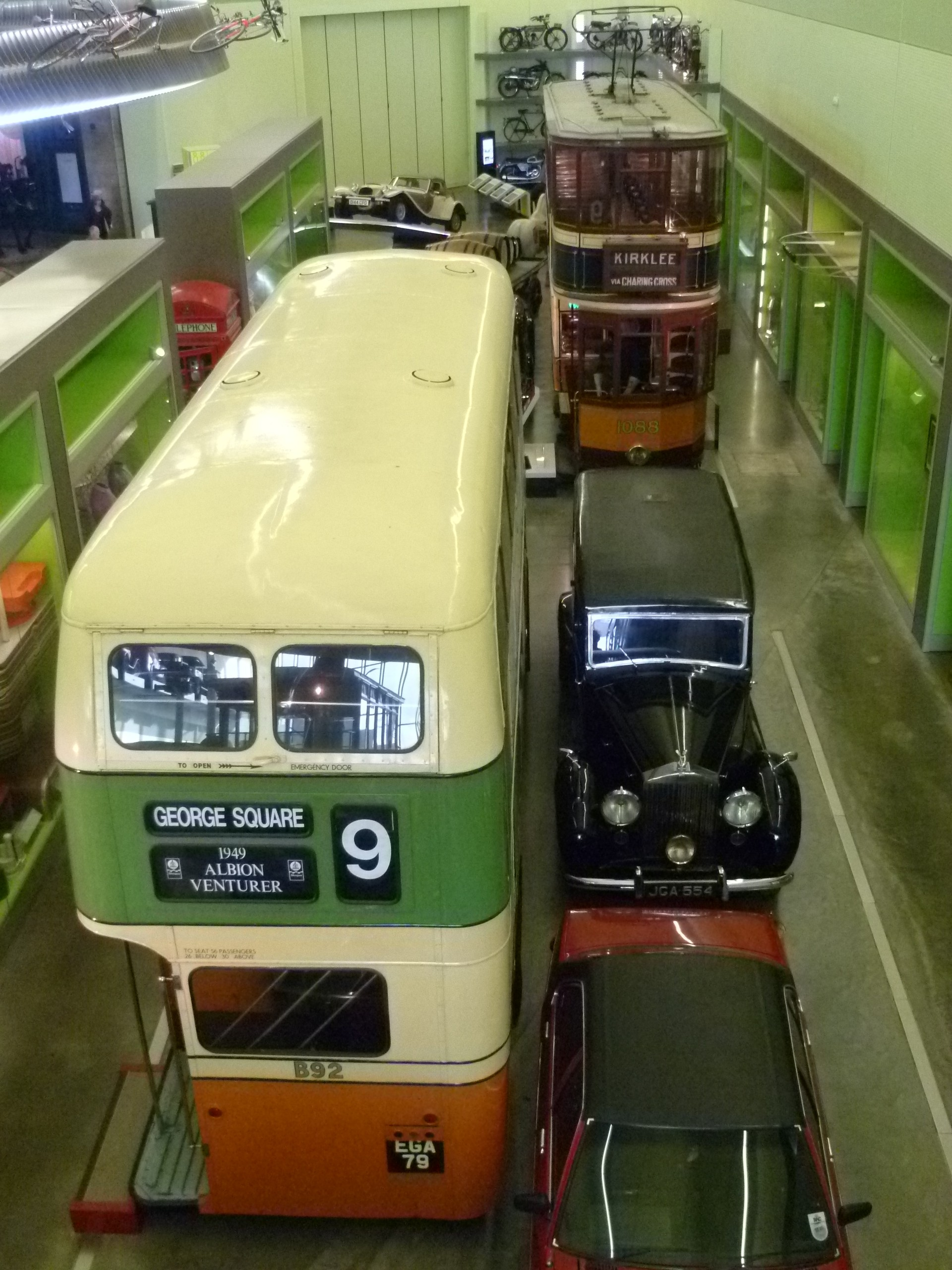
Alcuni degli oggetti esposti nel museo

- Alcuni degli oggetti esposti nel museoL. S. Lowry: Cranes and Ships, Glasgow Docks – acquistato da Christie's nel novembre 2005 per 198.400 sterline, il dipinto è in mostra alla Kelvin Hall. L'opera del 1947 fu comprata con l'aiuto dell'uomo d'affari di Glasgow Willie Haughey della City Refrigeration Holdings, e di un prestito di 20.000 sterline dal Fondo nazionale per le collezioni d'arte.[10][11]
- Locomotiva a vapore SAR Class 15F 4-8-2 n. 3007 - costruita dalla North British Locomotive Company con sede a Glasgow presso le Polmadie Works nel 1945, la locomotiva fu comprata alla fine del 2006 dalla Transnet.[12] Fu in mostra a George Square per un breve periodo nel 2007, come parte dello sforzo di raccogliere un finanziamento di 5 milioni di sterline con contributi pubblici.[13]

## Accoglienza
Dalla sua apertura il Museo di Riverside  ha ricevuto critiche generalmente positive. Tuttavia, la sua disposizione continua ad essere regolarmente e criticata dai visitatori; la principale lamentela è che una porzione significativa delle auto in mostra sono posizionate su scaffali montati a grande altezza. Le critiche dei visitatori indicano che questo sia stato deludente per gli entusiasti dell'automobile e anche per i glasgoviani con piacevoli ricordi delle visite al Museo dei trasporti nella sua sede precedente, che mostrava gli oggetti esposti al piano terra consentendo ai visitatori di vedere la auto da vicino e di guardarle dentro.
Nel 2013, il museo aveva 740.276 visitatori durante l'anno. Nel 2015, il numero annuale di visitatori era aumentato a 1.131.814, rendendola la quinta attrazione più popolare della Scozia.